# イーサン・レイン
イーサン・レインは、『バフィー 〜恋する十字架〜』に登場する架空の人物。ロビン・サックスが演じた。

## イーサンが登場するエピソード

### 第2シーズン
『ハロウィン』
貸衣装屋を営み、ハロウィン用の衣装に呪いをかける。この結果、怪物の格好をした子供たちは怪物になってしまう。そして、貴婦人の格好をしたバフィーは内気な貴婦人に、幽霊の格好をしたウィローは幽霊に、戦士の格好をしたザンダーは戦士になってしまう。悪党の格好をしたラリーは痴漢になり、バフィーを襲おうとしてザンダーにボコボコにされる。
『過去の秘密』
憑依する悪魔アイゴンから逃れるため、バフィーを身代わりにする。

### 第3シーズン
第6話『バンドのためのチョコバー』
サニーデール高校を通じて薬物の入ったキャンディーをばら撒く。背後には悪魔崇拝を行う市長リチャード・ウィルキンズの陰謀があった。

### 第4シーズン
『新しい男』
ジャイルズを悪魔に変身させる。

### 第8シーズン（コミック版）
『The Long Way Home』
バフィーの前に現われ、エンジェルとスパイクの幻影を見せる。その後、アメリカ軍の基地でボル将軍に射殺される。

## 関連する人物
ルパート・ジャイルズ
イーサンの旧友。